# Гоуст райдинг
Гоуст райдинг (англ. Ghost riding), часто использующаяся во фразе «ghost riding the whip» (где слово «whip» обозначает транспортное средство), или просто гоустинг (англ. ghostin’) — совокупность трюков, во время которых водитель или пассажиры танцуют рядом с движущимся автомобилем или вокруг него, высовываются через его окна, вылезают наружу и держатся за него или сидят на нём (в основном на капоте). Гоуст райдинг является неотъемлимой частью хайфи культуры из Области Залива Сан-Франциско.

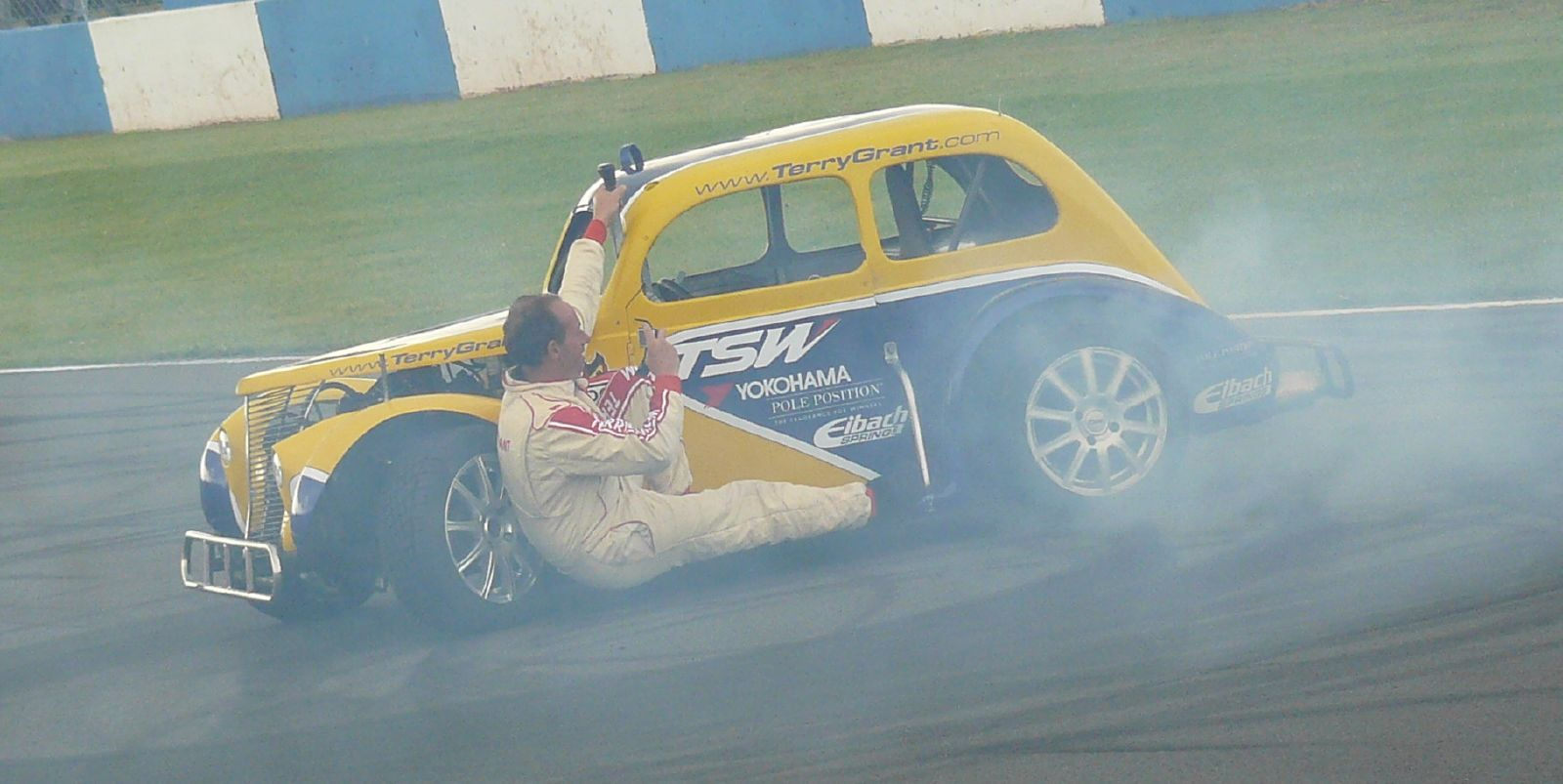
Водитель-каскадёр Терри Грант совершает гоуст райдинг относительно вращающейся машины

Песня американского рэпера из Вальехо E-40 «Tell Me When To Go» 2006 года из его альбома «My Ghetto Report Card», спродюсированная Lil Jon, привлекла всеобщее внимание к «гоуст райдингу». Термин гоуст райдинг также используется как синоним для отдельного трюка, автомобильного сёрфинга, или описания обстоятельства, при котором транспортное средство движется без пассажиров, например, когда автомобиль без задействованного ручного тормоза начинает катиться вниз по склону. Гоуст райдинг появился в Северной Калифорнии, в частности, в Области Залива Сан-Франциско. Такое название было придумано из-за того, что при выполнении трюков создаётся впечатление, будто машиной в это время управляет невидимый водитель. Общепризнано, что гоуст райдинг был придуман рэпером J-Diggs.
Занятие гоуст райдингом уже много лет часто практикуется на особых автомероприятиях сайдшоу в Области Залива Сан-Франциско, в особенности в Окленде, штат Калифорния. Считается, что это стало тенденцией примерно в 2006 году. Популяризация гоуст райдинга является результатом популярности хайфи музыки и культуры в целом, в которых продвигался данный тип трюков. Кроме того, некоторые СМИ предполагают, что гоуст райдинг — это подражание преступлению, чья популярность вызвана видео на YouTube и социальными сетями.
Один из наиболее известных видов гоуст райдинга — выход из автомобиля, пока он остаётся на передаче. Двигатель машины работает на холостом ходу, медленно продвигая её вперёд. Как и в случае с автомобильным сёрфингом, гоуст райдинг может быть опасен. Он нередко приводит к гибели людей в США.